# Lam Hạ
Lam Hạ là một phường thuộc thành phố Phủ Lý, tỉnh Hà Nam, Việt Nam.

## Địa lý
Phường Lam Hạ có vị trí địa lý:
- Phía đông giáp thị xã Duy Tiên
- Phía tây giáp phường Quang Trung
- Phía nam giáp phường Châu Cầu và phường Tân Liêm
- Phía bắc giáp phường Tân Hiệp.

Phường Lam Hạ có diện tích 10,41 km², dân số năm 2023 là 14.874 người, mật độ dân số đạt 1.428 người/km².

## Lịch sử
Phường Lam Hạ hiện nay trước đây là xã Lam Hạ thuộc huyện Duy Tiên, được thành lập vào năm 1967 trên cơ sở hợp nhất 2 xã Tiên Hồng và Tiên Hòa.
Năm 2000, xã Lam Hạ được chuyển từ huyện Duy Tiên về thị xã Phủ Lý, đồng thời 222,5 ha diện tích tự nhiên và 3.042 người của xã Lam Hạ được tách ra để hợp với một phần diện tích và dân số của các phường Lương Khánh Thiện và Minh Khai thành phường Quang Trung.
Ngày 23 tháng 7 năm 2013, thành lập phường Lam Hạ trên cơ sở toàn bộ diện tích và dân số của xã Lam Hạ.
Ngày 14 tháng 11 năm 2024, Ủy ban Thường vụ Quốc hội ban hành Nghị quyết số 1288/NQ-UBTVQH15 về việc sắp xếp đơn vị hành chính cấp huyện, cấp xã của tỉnh Hà Nam giai đoạn 2023 – 2025 (nghị quyết có hiệu lực từ ngày 1 tháng 1 năm 2025). Theo đó, sáp nhập toàn bộ 4,14 km² diện tích tự nhiên và quy mô dân số là 5.188 người của xã Tiên Hải vào phường Lam Hạ.
Phường Lam Hạ có 10,41 km² diện tích tự nhiên và quy mô dân số là 14.874 người.